# بال‌لی (آردانوچ)
بال‌لی (به ترکی استانبولی: Ballı) یک منطقهٔ مسکونی در ترکیه است که در آردانوچ واقع شده‌است. بال‌لی ۱۷۵ نفر جمعیت دارد.